# 사인체포
사인체포란 경찰이 아닌 일반인이 체포를 행하는 경우를 말한다. 영미법계에서는 중세에 일반인으로 하여금 직접 범죄자를 체포하도록 권장한 데서 출발한다. 보통 중범죄, 경범죄, 그리고 평온침해 등의 이유로 사인체포가 가능하다.